# Lathund
En lathund är ett föremål som är till för att underlätta arbete av olika slag, som en hjälpreda eller en lättöverskådlig manual.
Ursprungligen användes ordet som beskrivning på en lat person, men sedan mitten av 1800-talet finns det dokumenterat i svenskan att ordet använts för olika former av hjälpredor, främst för elever, som linjerat papper att lägga under olinjerat papper vid skrivning, räkne- och räntetabeller, hjälpredor för översättning från eller till främmande språk.
En lathund kan användas av en nybörjare som behöver komma igång snabbt eller någon som behöver påminna sig om vilka steg som ska göras i vilken ordning. Ofta tjänar lathunden syftet att minimera informationsmängden för att utföra en uppgift i ett specifikt sammanhang.

## Typer av lathundar
- Kortfattad manual eller handbok
- checklista - en översikt över vilka steg som ingår i en process, till exempel recept, även flödesschema
- omvandlingstabell - mellan olika måttenheter eller språk
- lista eller register - till exempel över länkar
- FAQ - Frequently Asked Questions, ung. vanliga frågor (och svar)
- faktablad eller broschyr - ofta i punktform eller med mycket koncentrerad text
- minnesregel, till exempel "Vi ska äta, ni ska laga" som används för att komma ihåg vilken ordning som åarna Viskan, Ätran, Nissan och Lagan ligger i
- formelsamling